# Leptodactylus petersii
Leptodactylus petersii là một loài ếch trong họ Leptodactylidae. Tên gọi bản địa của nó là sapito de Peters ("Peters' toadlet").
Nó được tìm thấy ở Bolivia, Brasil, Colombia, Ecuador, Guyane thuộc Pháp, Guyana, Peru, Suriname, và Venezuela. Các môi trường sống tự nhiên của chúng là các khu rừng ẩm ướt đất thấp nhiệt đới hoặc cận nhiệt đới, xavan khô, xavan ẩm, đầm nước ngọt có nước theo mùa, vùng đồng cỏ, vườn nông thôn, và các khu rừng trước đây bị suy thoái nặng nề. Nó không được xem là bị đe dọa theo IUCN.